# Mauregato
Mauregato, de Overweldiger (?-788), een bastaardzoon van koning Alfons I van Asturië, was koning van Asturië van 783 tot 788.
Toen koning Silo van Asturië kinderloos stierf, trachtte zijn weduwe Adosina (dochter van Alfons I) haar neef Alfons, de zoon van  haar broer Fruela, die eerder wegens zijn minderjarigheid zijn vader niet kon opvolgen, de troon te laten bestijgen. Maar Mauregato bracht een sterke oppositie op de been, mogelijk ook Moorse, waardoor Alfons zich terugtrok in Álava bij gebrek aan voldoende ondersteuning .